# Dien Hoetink
Everardina Wilhelmina „Dien“ Hoetink (* 11. Januar 1904 in Den Haag; † 16. Februar 1945 im KZ Ravensbrück) war eine niederländische Juristin. Während des Krieges war sie als Beamtin des Ministerie van Economische Zaken (Wirtschaftsministerium) an der Organisation der Lebensmittelversorgung beteiligt. Sie wurde verhaftet und starb im KZ Ravensbrück.

## Werdegang
Dien Hoetink wurde als Tochter des Arztes Hendrik Richard Hoetink (1863–1922) und von Gijsbertha Anna Jongbloed (1871–1952) in der Regentesselaan 30 in Den Haag geboren. Ihre Eltern waren nach einem längeren Aufenthalt in Niederländisch-Indien 1902 in die Niederlande zurückgekehrt. Sie wuchs mit ihrem vier Jahre älteren Bruder Hendrik Richard Henk (* 27. Juli 1900) ab 1905 am Stationsweg 97f, kurze Zeit später Stationsweg 109, auf. Die Eltern waren wohlhabend, gehörten zur niederländisch-reformierten Kirche und legten Wert auf eine liberale Erziehung ihrer Kinder. Da die als geeignet befundene Nutsschool nur Jungen offenstand, besuchte Dien Hoetink eine private Grundschule für Mädchen an der Hollanderstraat. Danach besuchte sie, wie auch ihr Bruder, ab 1915 sechs Jahre lang das Stedelijk  Gymnasium (das spätere Gymnasium Haganum) in der Laan van Meerdervoort. Sie war eine gute Schülerin, die den Lernstoff trotz häufiger krankheitsbedingter Fehlzeiten meisterte. Von 1916 bis 1918 wohnte die Familie am Oranjeplein 54. Dien Hoetinks Vater praktizierte all diese Jahre als Arzt im Stationsweg. Im Juni 1918 zog sie mit ihrer Familie in die Oranjelaan 64 nach Rijswijk, wo auch ihre Großeltern mütterlicherseits lebten. Ihr Vater war nach einem schweren Schlaganfall im Ruhestand und praktizierte nicht mehr. Dien Hoetink bewältigte den Schulweg mit Straßenbahn und Zug. Ab September 1921 fuhr sie mit der Bahn nach Leiden, wo sie an der Rijksuniversiteit Leiden Jura studierte und der Studentinnenvereinigung Vereeniging van Vrouwelijke Studenten te Leiden (VVSL) beitrat. Kurz vor ihrem Kandidatenexamen 1922 starb ihr Vater.
Dien Hoetink arbeitete nach ihrer Promotion im niederländischen Recht 1925 zunächst in einem Getreidebüro in Rotterdam und dann als leitende Sekretärin bei der Versicherungsfirma Blom en Van der Aa in Amsterdam, da es für frisch ausgebildete Juristen in diesen Jahren nur wenige Arbeitsplätze gab und darüber hinaus etwa der Richterberuf und das Notariat für Frauen nicht zugänglich waren. Im August 1926 zog sie mit ihrer Mutter in die Tasmanstraat 151 in Den Haag. Im Jahr 1930 unternahm sie mit dem Vorstand des Unternehmens eine Arbeitsreise nach Niederländisch-Indien, die sie mit einem Familienbesuch bei ihrem Bruder verband, der von 1929 bis 1935 Professor an der juristischen Fakultät in Batavia (heute Jakarta) war. Im Juni 1931 zog Dien Hoetink in ein Zimmer in Amsterdam mit Balkon und Telefon. Sie hatte gesundheitliche Probleme und litt unter der zunehmend angespannten Atmosphäre auf ihrer Arbeitsstelle. Aufgrund der schwierigen Zusammenarbeit mit Direktor Blom trat sie Ende 1931 von ihrer Stelle zurück. Ab Januar 1932 hatte sie keine feste Anstellung, arbeitete aber gelegentlich als Tutorin für Leidener Jurastudenten und verfasste mit dem Den Haager Anwalt H.F.A. Völlmar das Handbuch „Das Umsatzsteuergesetz. Leitfaden zur Praxis“, das 1933 erschien. Sie unternahm einen Paris-Urlaub und verbrachte oft die Wochenenden mit ihrer Mutter zur Erholung im nahegelegenen Maarn.

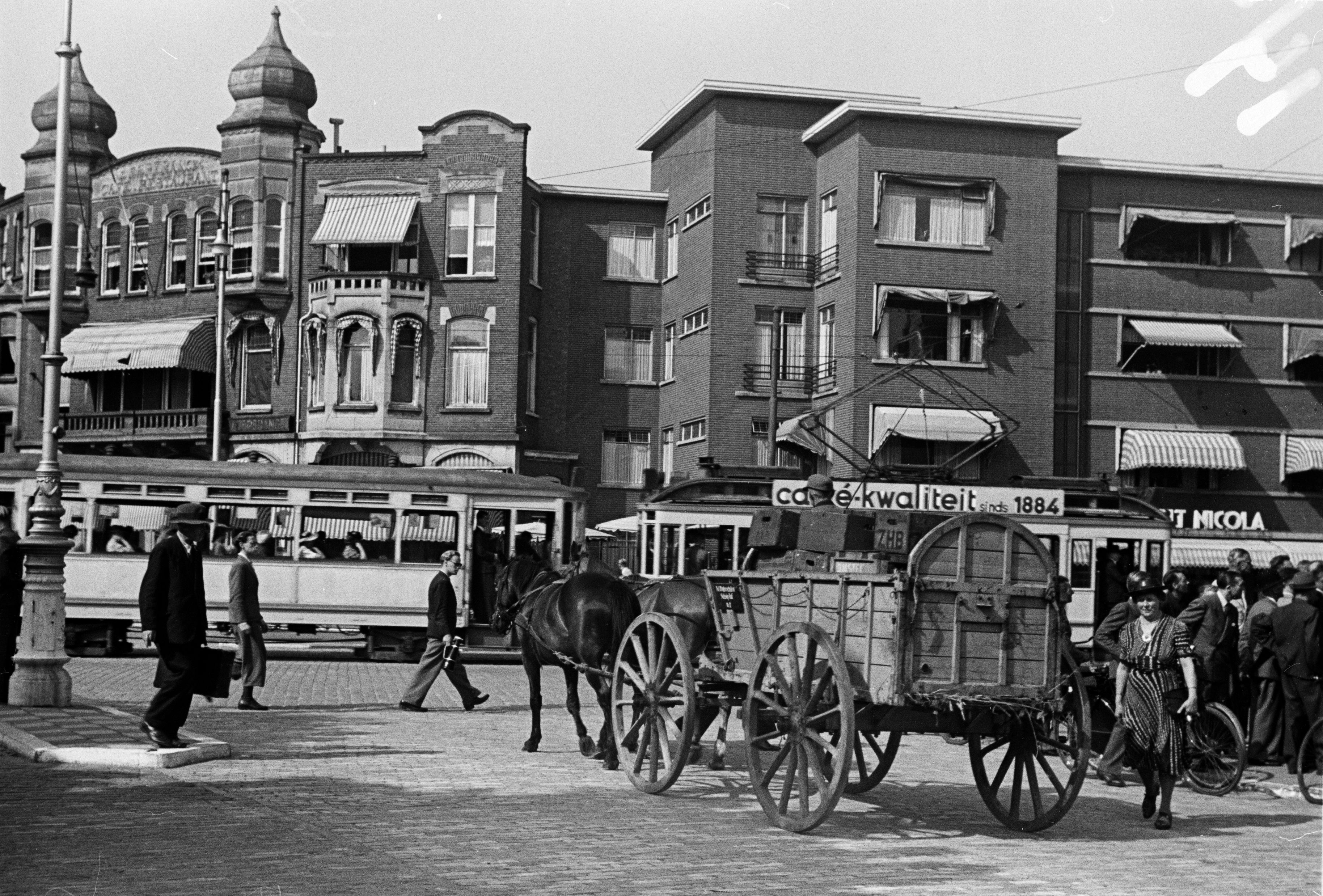
Laan van Meerdervoort 201, Den Haag

Mitte 1933 kehrte Dien Hoetink von Amsterdam nach Den Haag zurück, zog zu ihrer Mutter in den ersten Stock der Tasmanstraat 151 und trat am 13. November 1933 als Anwältin in den Dienst der Stichting Landbouw-Crisisbureau in der Lange Voorhout 1–3, die dem Ministerie van Economische Zaken (Wirtschaftsministerium) unterstand. Im Januar 1937 zog sie in eine für diese Zeit moderne Mietwohnung in der Laan van Meerdervoort 201, nur wenige Gehminuten vom Haus ihrer Mutter entfernt und hatte nun zum ersten Mal in ihrem Leben „eine eigene Haustür“. Unter der Verantwortung von Generalsekretär Arie Adriaan van Rhijn (1892–1986) entwarf sie 1937 den Vorentwurf eines Agrarregulierungsgesetzes, das einen staatlichen Eingriff in die privaten Verhältnisse des bäuerlichen Lebens vorsah und deshalb große Aufmerksamkeit erregte.

### Tätigkeit während des Krieges
Ab August 1939 arbeitete Dien Hoetink in der Abteilung für landwirtschaftliche Krisenangelegenheiten des Ministeriums und wurde Anfang 1940 Leiterin der Abteilung für allgemeine Angelegenheiten des neu geschaffenen Rijksbureau voor Voedselvoorziening in Oorlogstijd (Nationales Büro für die Nahrungsmittelversorgung in Kriegszeiten). Diese Position behielt sie auch nach der Besetzung der Niederlande durch die Deutschen im Mai 1940. Sie setzte ihre Arbeit zu den Agrarvorschriften fort und wollte sicherstellen, dass die Regelungen zur Agrarregulierung nach der Befreiung möglichst schnell demokratisch legitimiert werden konnten. Zwischen November 1940 und Frühjahr 1941 wurden neun ihrer Kollegen stillschweigend aus dem Dienst entfernt, weil sie keinen „Ariernachweis“ vorlegen konnten. Ab März 1941 beschäftigte Dien Hoetink sich intensiv mit Disziplinarrecht. Sie vertrat die Position, dass der Schwarzhandel mit Agrarprodukten disziplinarisch geahndet werden müsse, während die deutschen Behörden gegen die Schwarzhändler außerhalb ihres Zuständigkeitsbereichs vorgingen. Im Herbst 1943 richtete Dien Hoetink einen Personalfonds für Beamte des Rijksbureau ein und wurde die erste Vorsitzende. Der Fonds unterstützte Kollegen, die durch plötzliche, unverschuldete Umstände in familiäre Schwierigkeiten geraten waren, vor allem finanziell und half Mitarbeitern, die in Deutschland Zwangsarbeit leisten mussten, unter anderem durch die Zusendung von Lebensmittelpaketen. Darüber hinaus unterhielt Dien Hoetink mit Wissen der Führung des Rijksbüros Kontakte zur niederländischen Widerstandsbewegung und ihre Wohnung in der Laan van Meerdervoort 201 wurde zu einem wichtigen Treffpunkt, insbesondere für illegale Verhandlungen mit den Gewerkschaften der Landarbeiter.

### Internierung
Am 3. August 1944 wurde Dien Hoetink durch den Sicherheitsdienst verhaftet. Offenbar wollten die Besetzer die Leitung des Nationalen Büros dazu drängen, Disziplinarverfahren im Zusammenhang mit dem Schwarzmarkt für Agrarprodukte auszusetzen. Zudem wurde sie von den Deutschen fälschlicherweise verdächtigt, Sonderaufträge für den nach England emigrierten Minister für Landwirtschaft und Fischerei auszuführen. Sie wurde im Scheveninger Gefängnis Oranjehotel festgehalten und am 16. August mit dem Zug in das KZ Herzogenbusch deportiert, wo sie beim sogenannten Philips-Kommando zur Zwangsarbeit eingesetzt wurde. Am 6. September 1944 wurde sie deportiert und gelangte am 9. September in das Frauenlager des KZ Ravensbrück. Sie wurde zur Zwangsarbeit im Siemenslager Ravensbrück gezwungen und wurde im Laufe der Lagerhaft immer schwächer, zudem erkrankte sie an Typhus. Ihr Tod im Lager wurde auf den 16. Februar 1945 datiert, wobei unklar ist, ob sie an Krankheit und Erschöpfung starb oder in den Gaskammern ermordet wurde.

## Ehrungen und Gedenken
Der auf Dien Hoetinks Initiative eingerichtete Personalfonds wurde 1946 nach ihr „Mejuffrouw Mr. Hoetinkfonds“ benannt und sein Geltungsbereich auf alle Beamten des Departements ausgeweitet. 1948 wurde bei einer feierlichen Gedenkzeremonie ein Porträt von ihr enthüllt, das bis heute als Logo des Fonds dient. 1995 wurde der Name des Fonds in „Sociaal Fonds“ geändert, in den Broschüren wird jedoch noch immer auf die Gründerin verwiesen.
Ende Mai 2013 wurde im Gebäude des Wirtschaftsministeriums neben dem nach ihr benannten Sitzungssaal eine Gedenktafel für Dien Hoetink enthüllt.